# Nyugdíjkorhatár
A nyugdíjkorhatár megmutatja, hogy az öregségi nyugdíjra hány éves korától jogosult egy illető. Az öregségi nyugdíjkorhatár mértékét Magyarországon a társadalombiztosítási nyugellátásról szóló 1997. évi LXXXI. törvény (röviden: Tny.) 18. § (1) bekezdése állapítja meg.

## Története
Az öregségi nyugdíj bevezetése Bismarck Németországában kezdődött a 19. század  vége felé. 

## Nyugdíjkorhatár Magyarországon
A 2008. december 31-ét követő időponttól megállapításra kerülő öregségi nyugdíj esetében a társadalombiztosítási öregségi nyugdíjra jogosító öregségi nyugdíjkorhatára annak, aki
| Születési idő                               | Öregségi nyugdíjkorhatár | Öregségi nyugdíjra jogosultság elérése       |
| ------------------------------------------- | ------------------------ | -------------------------------------------- |
| 1952. január 1-je előtt született személyek | 62 életév                | 2014. január 1-je előtt                      |
| 1952-ben született személyek                | 62,5 életév              | 2014. július 3. és 2015. július 2. között    |
| 1953-ban született személyek                | 63 életév                | 2016. január 1. és 2016. december 31. között |
| 1954-ben született személyek                | 63,5 életév              | 2017. július 3. és 2018. július 2. között    |
| 1955-ben született személyek                | 64 életév                | 2019. január 1. és 2019. december 31. között |
| 1956-ban született személyek                | 64,5 életév              | 2020. július 3. és 2021. július 2. között    |
| 1957-ben vagy utána született személyek     | 65 életév                | 2021. december 31. után                      |

Öregségi teljes nyugdíjra az jogosult, aki a születési évének megfelelő öregségi nyugdíjkorhatárt betöltötte, és legalább húsz év szolgálati idővel rendelkezik, valamint azon a napon, amelytől kezdődően az öregségi teljes nyugdíjat megállapítják, a Tbj. 5. § (1) bekezdés a)-b) és e)-g) pontja szerinti biztosítással járó jogviszonyban nem áll.
2011 óta 40 év szolgálati idővel nyugdíjba vonulhatnak azok a nők is, akik még nem érték el a rájuk vonatkozó nyugdíjkorhatárt (a köznyelv ezt „Nők 40”-nek nevezi). A szolgálati időbe legfeljebb 8 évet lehet gyermeknevelési időként beszámítani. Becslések szerint az évtized végéig e kedvezmény miatt mintegy 200 ezer magyar nő vonult idő előtt (vagyis a normál nyugdíjkorhatárnál korábban) nyugdíjba.

## Nyugdíjkorhatár más országokban
Az egész világ emeli a nyugdíjkorhatárt. Hogy néz ki ez Európában?
| Ország         | Férfiak (év) | Nők (év) |
| -------------- | ------------ | -------- |
| Ausztria       | 65           | 65       |
| Belgium        | 67           | 67       |
| Horvátország   | 67           | 67       |
| Írország       | 68           | 68       |
| Németország    | 67           | 67       |
| Oroszország    | 65           | 60       |
| Szlovákia      | 62           | 62       |
| Nagy-Britannia | 68           | 68       |